# Miloslav Racek
Miloslav Racek (12. prosince 1925, Třebenice – 29. září 1980, Kralupy nad Vltavou) byl český vysokoškolský pedagog, profesor výtvarného umění, estetiky, křesťanského umění, archeolog a historik umění se zaměřením na barokní malířství a české moderní umění.

## Život
Středoškolské vzdělání získal na reálném gymnáziu v Terezíně a Kralupech nad Vltavou, které zakončil maturitou v roce 1945. V letech 1945-1950 vystudoval dějiny umění (prof. A. Matějček, J. Cibulka) a estetiku (prof. J. Mukařovský) na Filozofické fakultě Univerzity Karlovy v Praze. Studia ukončil roku 1950 obhajobou rigorózní práce Dílo Michaela Václava Halbaxe v Čechách.
Dne 29. června 1951 byl jmenován na Římskokatolické Cyrilometodějské bohoslovecké fakultě v Praze asistentem při archeologickém semináři pod vedením Prof. Josefa Cibulky, s účinností od 1. června 1951. Od 1. listopadu 1952 do 30. listopadu 1954 konal vojenskou službu. Poté se vrátil na CMBF. 29. července 1960 byl pověřen suplentskými přednáškami v oboru křesťanská archeologie a dějiny církevního umění. Od 15. prosince 1961 byl jeho činnost na CMBF ukončena přestupem do Národní galerie, kde působil jako vedoucí oddělení regionálních galerií. V letech 1961–1968 byl na CMBF pověřen externími přednáškami v oboru křesťanská archeologie a dějiny církevního umění. Jako externí lektor přednášel scénografii na DAMU v Praze. Zemřel 29. září 1980 v Kralupech nad Vltavou.

## Dílo
Publikoval články o současném výtvarném umění i památkové péči zejména v časopisech Výtvarná práce, Hollar, Umění. Byl autorem textů doprovázejících katalogy výstav výtvarného umění a souborné výstavy v regionálních galeriích.

### Texty k výstavám
- 1963 Ludvík Kuba (Výtvarné Hlinecko 1963)
- 1964 Karel Valter: Obrazy, kresby, grafika
- 1964 Karel Valter: Obrazy
- 1965 Picasso
- 1965 Ludvík Kuba
- 1966 Karel Valter
- 1966 Jiří Corvin: Kresby a grafika
- 1967 Doležal František (Galerie Vincence Kramáře), (Roudnice nad Labem)
- 1968 Alois Vitík, Věra Janoušková
- 1969 Vojtěch Tittelbach
- 1969 Pavel Laška: Obrazy, kresby, objekty 1962-68
- 1969 František Hora
- 1969 Karel Valter: Obrazy 1965-68
- 1970 František Doležal: Obrazy z máchovského cyklu (1963 - 1970) (Galerie Vincence Kramáře), (Litoměřice)
- 1971 František Doležal: Obrazy, kresby, koláže 1928 - 1971
- 1971 Josef Holub: Obrazy z let 1896 - 1954
- 1972, 1973 František Hora: Krajina Českého středohoří
- 1974 Ladislav Čepelák: První grafické studie a kresby 1948 - 1956
- 1974 Pravoslav Kotík: Krajiny
- 1975 Karel Valter: Tvorba z let 1934 - 1975
- 1975 Ivan Bednář
- 1975 Jan Slavíček
- 1976 Ladislav Čepelák: Kresby, Ješín 1959 - 1961
- 1976 Miroslav J. Černý: Grafika, plastika
- 1976 Lev Šimák
- 1977 Magdalena Cubrová: Obrazy
- 1977 Oldřich Blažíček 1887-1953 (Jubilejní soubor malířova díla)
- 1978 Ivan Bednář
- 1978 Pravoslav Kotík: Skupiny - davy - zástupy
- 1978 Jarmila Zábranská: Obrazy z let 1969 - 1977
- 1979 Ladislav Čepelák: Z grafické tvorby 60. a 70. let (6. expozice cyklu Výtvarní umělci Prahy 2)
- 1979 Karel Valter
- 1979 František Hora: Obrazy z let 1971 - 1979
- 1980 František Doležal: Obrazy, kresby 1930 - 80
- 1980 Autoportréty Ludvíka Kuby
- 1980 Jan Slavíček 1900-1970
- 1981 Jiří Corvin
- 1983 Ivan Bednář: Obrazy z let 1962-83
- 1984 Ivan Bednář: Obrazy